# Galerie Oben
Die Galerie Oben ist eine 1973 gegründete Kunstgalerie in Chemnitz in Sachsen. Die Galerie vertritt bis heute Künstler der Gruppe Clara Mosch.

## Geschichte
Zu Beginn der 1970er Jahre setzte in der DDR eine Belebung der kulturellen Landschaft ein. Erich Honecker proklamierte 1971 auf dem VIII. Parteitag der SED die kulturelle „Weite und Vielfalt“. 1972/73 fand die VII. Kunstausstellung in Dresden statt, die Ausstellung zählte 655.000 Besucher innerhalb eines halben Jahres, und es kam zur erstmaligen Einrichtung eines Verkaufsstandes für Kunst. Ein Boom an Galeriegründungen begann. Die Galerie Oben wurde 1973 gegründet. Sie ging aus einer 1954 etablierten Verkaufsgenossenschaft bildender Künstler des Bezirks Karl-Marx-Stadt hervor. Neben dem Ausstellungsprogramm fanden regelmäßige „Mittwochgespräche“ statt. An diesen Wochentagen wurden Schauspieler (Eberhard Esche 1975, Ulrich Mühe 1978), Musiker (Uschi Brüning 1975) und Schriftsteller (Eva Strittmatter 1977, Erich Arendt 1981) in die Galerieräume eingeladen. Die zentral gelegenen Galerieräume in der Chemnitzer Innenstadt galten als ein Ort der widerständigen Meinungsäußerung. Die Kunstversteigerungen waren 1977 und 1987 der Grund für den Versuch der SED-Bezirksleitung, die Galerie Oben in den „staatlichen Kunsthandel der DDR“ zu überführen. Die Galerie Oben widerstand der Verstaatlichung. Sie blieb jedoch bis zum Ende der DDR 1989 unter behördlicher Beobachtung.
Im Jahr 1973 wurden die Räume der Galerie durch den Formgestalter Reinhard Grütz und den Holzbildhauer Hans Brockage mit schwarzen Fußboden, schwarzer Decke und schwarzer Sitzbank umgestaltet: Ein variables Alu-Deckenraster ermöglichte wechselnde Ausstellungspräsentationen. Der Name Galerie Oben wurde von dem Formgestalter Karl Clauss Dietel gefunden, weil man die Ausstellungsräume im Gebäude in der Inneren Klosterstraße 1, 09111 Chemnitz über eine Wendeltreppe in der ersten Etage erreichte.
Im April 1979 wurde der Germanist und Literaturwissenschaftler Gunar Barthel als künstlerischer Leiter und Sekretär der „Genossenschaft Bildender Künstler KUNST DER ZEIT galerie oben“ eingestellt. Er öffnete das Profil der Galerie für intermediäre Kunstformen. Durch Performances, Happenings, Kunst- und Musikaktionen, Ausstellungen, Editionen, Publikationen, Auktionen, Kunstprojekte, Werkstatttage, Pleinairs, Symposien und Künstlerfeste sowie wöchentlich stattfindenden Mittwochsveranstaltungen (u. a. experimentelle Musik, Avantgardefilme, Theateraktionen) wurde die Galerie Oben zu einem Forum nonkonformer Kunst in der DDR.
Entgegen dem Statut der Genossenschaft öffnete sich die Galerie auch Künstlern, die nicht im Bezirk Karl-Marx-Stadt lebten und arbeiteten. „Was die Avantgarde betrifft, war diese Galerie wahrscheinlich wirklich die Wichtigste im Osten“, sagte Barthel im Jahr 2020 gegenüber der Tageszeitung taz. „Alles, was mit nonkonformer Kunst zu tun hat, haben wir ausgestellt.“ Darunter waren Gerhard Altenbourg, Carlfriedrich Claus, Hermann Glöckner, Klaus Hähner-Springmühl, Erich-Wolfgang Hartzsch, Michael Morgner, Thomas Ranft, Max Uhlig, Strawalde (Jürgen Böttcher), Peter Graf, Eberhard Göschel, Lutz Dammbeck, Hartwig Ebersbach, Hans-Joachim Schulze.
1977 erfolgte die Gründung der Chemnitzer Galerie und Künstlergruppe Clara Mosch als erste Produzentengalerie des Landes. Diese Gruppe bestand aus den Künstlern Dagmar Ranft-Schinke, Thomas Ranft, Gregor-Thorsten Schade, Michael Morgner und Carlfriedrich Claus, diese zu DDR-Zeiten avantgardistisch arbeitenden Künstler stellten häufig in der Galerie Oben aus.
Die Publikation „Malerei und Graphik in der DDR“ von Lothar Lang erschien 1978 bei Edition Leipzig und dem Verlag J.C. Bucher in Luzern, die Werke der von der Galerie Oben vertretenen Maler Max Uhlig und Eberhard Göschel wurden mit detaillierten Ausführungen bedacht.
Im Jahr 1982 realisierte die „Gruppe 37,2“ um Hans-Joachim Schulze, Annelie Harnisch und Hartwig Ebersbach an zwei Tagen die Philosophieperformance und Malaktion „Kunst als Produktivkraft“ in der Galerie Oben innerhalb der Ausstellung von Hartwig Ebersbach. In der Folge wurde Gunar Barthel vom Stadtrat für Kultur gekündigt.
Die Galerie Oben organisierte neben Auktionen und Ausstellungen auch plein airs zwischen 1977 und 1986 in Mecklenburg-Vorpommern, Sachsen und Thüringen, die die Künstler für diverse Experimente nutzen.
An den nachfolgend aufgeführten Pleinairs nahmen u. a. folgende Künstler teil: Manfred Butzmann, Dieter Goltzsche, Klaus Haehner-Springmuehl, Nuria Quevedo, Thomas Ranft, Dagmar Ranft-Schinke, Robert Rehfeldt, Klaus Staeck, Max Uhlig, Steffen Volmer, Ralf-Rainer Wasse, Claus Weidensdorfer und Werner Wittig.
- 1977: Leussow
- 1979: Gager, Ruegen
- 1980: „Mehl-Art 80“, Glauchau[3]
- 1981: Gallenthin
- 1982: Groß-Zicker, Ruegen
- 1983: Gager, Ruegen
- 1984: Wernigerode
- 1986: Kolkwitz bei Rudolstadt

Beim Pleinair 1981 in Gallenthin fand mit „M. überschreitet den See bei Gallenthin“ eine der wichtigsten Kunstaktionen von Michel Morgner statt. Der Galerist Klaus Werner filmte die Kunstaktion.
Auch nach 1981 kooperierte Klaus Werner für Projekte, Pleinairs, Kataloge und Ausstellungen mit der Galerie Oben. In Zusammenarbeit mit der Galerie Mitte, Dresden und ihrer Leiterin Gabriele Muschter zeigte er in der Galerie Oben 1984 die Ausstellungen „Künstler fotografieren - fotografierte Künstler“ und 1986 „Junge Fotografen der achtziger Jahre“.
Die Galerie Oben steht heute in Kooperation mit der TU Chemnitz und fördert junge Künstler, die sich im unmittelbaren Abschluss ihres Studiums befinden. Jährlich findet eine Themenausstellung statt mit dem Titel „Hochschulabsolventen stellen aus“. Darüber hinaus arbeitet die Galerie mit Partnern aus Wirtschaft, Wissenschaft und Bildung zusammen.
Mit „beharrlichem Lavieren“ verhinderte Gunar Barthel zwei Übernahmeversuche des Staatlichen Kunsthandels. Von 1979 bis 1989 werden Gunar Barthel und die Aktivitäten der galerie oben von über hundert IM und hauptamtlichen STASI-Spitzeln überwacht. Mehrfach wurde Gunar Barthel aufgrund seiner Aktivitäten die Entlassung aus der galerie oben angedroht und auch realisiert (zuerst 1982, erneut 1983 sowie 1985/86). Nach Protest der Künstler durfte er bleiben und wurde nach der Vorlage seiner Texte und dank der Fürsprache von Klaus Werner und Werner Schmidt, dem Direktor des Kupferstichkabinetts in Dresden, als Kunstwissenschaftler 1986 in den Verband Bildender Künstler aufgenommen.
1986 wurde Tobias Tetzner von Gunar Barthel in der galerie oben angestellt. Beide arbeiten seither eng zusammen. Nach Gunar Barthels Ausreise und zeitgleicher Ausbürgerung in die BRD am 3. Oktober 1987 übernahm zunächst Bernd Weise, ab 1990 Tobias Tetzner die Leitung der galerie oben.
1991 wird die Künstlergenossenschaft galerie oben geschlossen. 1992 gründete Tobias Tetzner die Galerie als galerie oben GmbH neu. Seit 1990 gehen die Galerie Gunar Barthel GmbH und die galerie oben GmbH mit Gemeinschaftsständen auf die internationalen Kunstmessen in Basel, Köln, Frankfurt, Madrid, Zürich.
Gunar Barthel hatte noch im Oktober 1989 unter eigenem Namen eine Galerie in West-Berlin eröffnet. In Karl-Marx-Stadt initiierte er Anfang des Jahres 1990 erste Ausstellungen von Künstlerinnen und Künstlern aus der BRD und vertrat diese fortan direkt auch auf den internationalen Kunstmessen, darunter Hans-Matthaeus Bachmayer, Heiko Herrmann, Heimrad Prem, Helmut Rieger, ranebach (Renate Bachmayer), Helmut Sturm, HP Zimmer, Thomas Niggl sowie die Gruppen Spur, Wir, Geflecht und KollektivHerzogstraße.
Seit 1990 organisierten die Galerie Barthel + Tetzner und galerie oben GmbH gemeinsam über 500 Ausstellungen in den Galerien in Berlin, Köln und Chemnitz und waren auf internationalen Kunstmessen präsent. Darüber hinaus entstanden Mappenwerke und Künstlerbücher.
Vom 15. November 1991 bis zum 11. Januar 1992 zeigte die Kölner Galerie TransArt Exhibitions die von Gunar Barthel und Tobias Tetzner kuratierte Ausstellung „Blickwechsel - 13 Künstler aus Sachsen“ u. a. mit Carlfriedrich Claus, Klaus Hähner-Springmühl und Thomas Ranft. Um mehr Aufmerksamkeit für die nonkonformen Künstlerinnen und Künstler der DDR zu erreichen, erfolgt 1992 die Gründung der Zweigstelle der Galerie Barthel + Tetzner GbR im Galerienhaus St.-Apern-Str. in Köln. Anlässlich der Eröffnungsausstellung „Schnittpunkte Köln“ gab es eine Musikperformance von Klaus Hähner-Springmühl und Erich-Wolfgang Hartzsch. Ab 1994 wurde das Galerieprogramm bis 2005 von Stefan Röpke weitergeführt.
Vom 13. November 1992 bis zum 16. Januar 1993 fand im Atelier von Thomas Ranft das „Annäherung - Projekt Trübsbachberg“ statt. Es entstanden 15 Gemeinschaftsarbeiten von Künstlerinnen und Künstlern aus Chemnitz und München, die zusammengesetzt einen Bildteppich ergeben. Vertreten waren u. a. Dagmar Ranft-Schinke, Michael Morgner, Klaus Hähner-Springmühl, Helmut Sturm, Thomas Ranft, Heiko Herrmann, Steffen Volmer.
1993 entsteht in einer Woche der „Aurora-Experimentalraum“ von Carlfriedrich Claus in der Kölner Galerie. In einem Gespräch mit Gunar Barthel und Tobias Tetzner erläutert Claus seine Arbeitsweise und insbesondere sein zentrales Anliegen, unter Berufung auf Walter Benjamins „Kunstwerk im Zeitalter seiner technischen Reproduzierbarkeit“, Basisarbeiten mittels Vergrößerung in eine neue Wahrnehmungsdimension zu heben. Es folgen Ausstellungen des „AURORA-Experimentalraums“ in der Kunsthalle Rostock, im Kunstverein Detmold und eine Sonderschau auf dem Kunstmarkt Dresden. Maßgeblich wirkte die Galerie Barthel + Tetzner daran mit, dass der „Aurora-Experimentalraum“ von Carlfriedrich Claus heute im Reichstagsgebäudes hängt.
1993 geben Gunar Barthel und Tobias Tetzner anlässlich des 20-jährigen Jubiläums der galerie oben eine umfangreiche Galeriedokumentation heraus. 1994 wählen die Kuratoren Matthias Flügge und Kaspar König die galerie oben GmbH als eine von zehn deutschen und als einzige Galerie aus den neuen Bundesländern für einen Sonderbeitrag auf der ARCO Madrid aus, auf die Galerie eine Doppelausstellung von Carlfriedrich Claus und Hermann Glöckner zeigt. 1998 entsteht anlässlich des 25. Jubiläums der galerie oben eine umfangreiche Website sowie eines der ersten digitalen Galeriearchive in Deutschland, inklusive einer CD-Rom mit virtuellem Galerierundgang.
Neben Anna-Maria Ehrmann-Schindlbeck zeichneten Gunar Barthel und Tobias Tetzner für die Gruppenausstellung „Souveräne Wege 1949 bis 1989“ mit umfangreichem Katalog mit Gerhard Altenbourg, Carlfriedrich Claus, Hermann Glöckner, Eberhard Göschel, Michael Morgner in Jena verantwortlich (gezeigt in der Galerie der Jenoptik, Jena, im Kunstverein Erfurt, in der ZDF-Meistermann-Halle in Mainz und in der Kunsthalle Darmstadt sowie in der galerie oben in Chemnitz und der GALERIE GUNAR BARTHEL in Berlin).
Im Jahr 2000 erfolgte die Umbenennung der Galerie „Gunar Barthel GmbH“ in „Galerie Barthel + Tetzner GmbH“. Im Jahr 2002 zog die galerie oben in neue Räumlichkeiten auf dem Kaßberg. 2003 wird die galerie oben anlässlich des 30-jährigen Galeriebestehens in eine Zweigstelle der „Galerie Barthel + Tetzner“ umgewandelt und agiert folgend unter dem Namen galerie oben - Galerie Barthel + Tetzner. Am 31. März 2005 wird die Chemnitzer Zweigstelle geschlossen. Die Direktvertretung der Künstler wird aufgegeben. Die Galerie Barthel + Tetzner ist heute wichtiges Ausstellungs-, Archiv- und Dokumentationszentrum zur nonkonformen Kunst aus der DDR.
Seit 2006 führt Kathrin Lahl unter dem Namen „Galerie Oben“ eine Galerie in Chemnitz.

## Künstlerische Leitung
- seit 1973 Georg Brühl Vorstand (wechselnde Besetzung aus Malern, Bildhauern, Grafikern) und Sekretär
- ab 1979 Gunar Barthel
- ab 1987 Bernd Weise
- ab 1989/90 Tobias Tetzner
- ab 2005 Produzentengalerie der Künstler
- ab 2006 Kathrin Lahl

## Ausgestellte Künstler (Auswahl)
- Karl-Heinz Adler
- Gerhard Altenbourg
- Georg Baselitz
- Carlfriedrich Claus
- Markus Daum
- Henri Deparade
- Hubertus Giebe
- Hermann Glöckner
- Eberhard Göschel
- Moritz Götze
- Hubertus von der Goltz
- Albert Hennig
- Ottmar Hörl
- Veit Hofmann
- Oxana Jad
- Karl Heinz Jakob (Eröffnungsausstellung der Galerie 1973)
- Michael Jastram
- Fritz Keller
- Camill Leberer
- Michael Morgner
- Clara Mosch
- Ruairí O’Brien
- A. R. Penck
- Stefan Pietryga
- Nuria Quevedo
- Jürgen Schieferdecker
- Willi Siber
- Strawalde
- Heinz Tetzner
- Michael Triegel
- Max Uhlig
- Claus Weidensdorfer
- Andreas von Weizsäcker